# 大同里 (臺南市東區)
大同里位在由臺南市東區東門路一段、縱貫鐵路、林森路一段與大同路一段圍成的區域之中，西邊鄰近中西區開山、郡王、法華三里，南邊為東區路東里、忠孝里，東為泉南里，北鄰東門里與中西區萬昌里。

## 沿革
該里原為府宅、川東、大興三里，於民國九十一年（2002年）2月4日時合併。府宅里之名是因為里內多為市政府員工住宅而來，而川東里之名則是因為位在「山川臺」之東而來，大興里則是從路東里分出（1971年）。